# Boeroe Kon Makandra
Stichting Boeroe Kon Makandra, vertaald boeroes ontmoeten elkaar, is een Nederlandse stichting die de belangen behartigt van de afstammelingen van de boerenkolinisten in 1845 in Suriname. De stichting werd op 3 januari 2005 opgericht.
De stichting richt zich vooral op de historie van de boerenkolonisten in Suriname. Paul Droog, een van de leden en de beheerder van de website, publiceert zijn transcripties van brieven en schrijft op basis van zijn historisch onderzoek op de website. Tevens is hij coauteur van het boek Boeroe Tori's (verhalen van boeroes). In 2021 schonk Boeroe Kon Makandra samen met de Surinaamse organisatie Stichting Sranan Boeroe waardevolle documenten aan het Nationaal Archief Suriname.